# Panaria-Navigare/2005
Deze pagina geeft een overzicht van de Panaria-Navigare-wielerploeg in 2005.

## Algemene gegevens
Sponsors: Panaria, Navigare
Algemeen manager: Roberto Reverberi
Ploegleider: Bruno Reverberi, Renato Brugaglia
Fietsmerk: Colnago

## Renners
| Naam                      | Geboortedatum | Nationaliteit | Ploeg 2004             |
| ------------------------- | ------------- | ------------- | ---------------------- |
| Moisés Aldape             | 14-08-1981    | Mexico        | Neo                    |
| Mirko Allegrini           | 19-10-1981    | Italië        | Neo                    |
| Fortunato Baliani         | 06-07-1974    | Italië        |                        |
| Guillermo Rubén Bongiorno | 29-07-1978    | Argentinië    |                        |
| Alejandro Borrajo         | 24-04-1980    | Argentinië    |                        |
| Graeme Brown              | 09-04-1979    | Australië     |                        |
| Aitor Galdós              | 08-11-1979    | Spanje        | Team Nippo             |
| Freddy González           | 18-06-1975    | Colombia      | Colombia-Selle Italia  |
| Paride Grillo             | 23-03-1982    | Italië        |                        |
| Brett Lancaster           | 15-11-1979    | Australië     |                        |
| Luis Laverde              | 06-07-1979    | Colombia      | Formaggi Pinzolo Fiavè |
| Serhij Matvjejev          | 29-01-1975    | Oekraïne      |                        |
| Luca Mazzanti             | 04-02-1974    | Italië        |                        |
| Julio Alberto Pérez       | 30-07-1977    | Mexico        |                        |
| Domenico Pozzovivo        | 30-11-1982    | Italië        | Neo                    |
| Emanuele Sella            | 09-01-1981    | Italië        |                        |
| Paolo Tiralongo           | 08-07-1977    | Italië        |                        |

## Belangrijke overwinningen
| Ronde van Langkawi 1e etappe: Graeme Brown 2e etappe: Guillermo Rubén Bongiorno 5e etappe: Graeme Brown 6e etappe: Guillermo Rubén Bongiorno 7e etappe: Graeme Brown 9e etappe: Graeme Brown 10e etappe: Graeme Brown Internationale Wielerweek 1e etappe deel A: Guillermo Rubén Bongiorno Ronde van Reggio Calabria Winnaar: Guillermo Rubén Bongiorno Wielerweek van Lombardije 1e etappe: Guillermo Rubén Bongiorno 4e etappe: Freddy González Giro d'Oro Winnaar: Luca Mazzanti Ronde van Trentino Eindklassement: Julio Alberto Pérez | Omloop van Lotharingen 5e etappe: Paride Grillo GP Industria & Artigianato-Larciano Winnaar: Luca Mazzanti Ronde van Italië Proloog: Brett Lancaster 4e etappe: Luca Mazzanti Brixia Tour 2e etappe deel A: Guillermo Rubén Bongiorno 2e etappe, deel B: Emanuele Sella Eindklassement: Emanuele Sella Ronde van Denemarken 4e etappe: Paride Grillo GP Fred Mengoni Winnaar: Luca Mazzanti Regio Tour International 1e etappe: Guillermo Rubén Bongiorno GP van Modena Winnaar: Hillermo Rubén Bongiorno |

2000 · 2001 · 2002 · 2003 · 2004 · 2005 · 2006 · 2007 · 2008 · 2009 · 2010 · 2011 · 2012 · 2013 · 2014 · 2015 · 2016 · 2017 · 2018 · 2019 · 2020 · 2021 · 2022 · 2023 · 2024 · 2025